# Walter Pongs
Walter Pongs (* 14. Juni 1911 in Remscheid; † 20. Jahrhundert) war ein deutscher KZ-Arzt. Er war Zahnarzt im KZ Buchenwald.

## Laufbahn
Pongs wurde am 14. Juni 1911 in Remscheid geboren. Zum 1. März 1933 trat er der SS bei (SS-Nummer 104.849). Zum 1. August 1940 wurde er zum SS-Untersturmführer befördert. Im Jahr 1941 begann er im KZ Buchenwald als Zahnarzt zu arbeiten, wo er bis 1942 blieb. Zum 21. Juni 1943 wurde er zum SS-Hauptsturmführer befördert. Im November 1943 trat er der Sanitätsabteilung der 6. SS-Gebirgs-Division „Nord“ bei. Nach Kriegsende 1945 betrieb er eine Zahnarztpraxis in Wiesbaden.